# Argub
Argub (arabiska: العركوب, al-Argub; spanska: El Aargub; franska: El Argoub) är en ort i den av Marocko kontrollerade delen av det omstridda området Västsahara.
Enligt Marockos administrativa indelning tillhör orten en landskommun med samma namn i provinsen Wadi al-Dhahab. Denna kommun hade 5 759 invånare enligt Marockos folkräkning 2014.